# Lophyra flexuosa
Lophyra flexuosa ist ein Käfer aus der Familie der Laufkäfer und der Unterfamilie der Sandlaufkäfer. Für Europa wurden drei Unterarten beschrieben, deren Status jedoch umstritten ist.

## Merkmale des Käfers
Der Käfer erreicht eine Länge von elf bis vierzehn Millimeter. Er ist unterseits glänzend blaugrün und oberseits kupfrig bis grünlich-bronzefarben mit weißlicher Zeichnung.
Die großen Oberkiefer tragen auf der Innenseite drei spitze, lange Zähne. Bei den Unterkiefern ist die Außenlade als weiterer Kiefertaster ausgebildet, die Innenlade endet in einer nach innen gebogenen, hakenartigen Spitze.
Die Augen sind groß und vorstehend, über den Augen gemessen ist der Kopf breiter als der Halsschild. Die elfgliedrigen Fühler sind vor den Augen eingelenkt. Ab dem fünften Glied erscheinen sie durch Behaarung matt. Ein Merkmal zur Abgrenzung von anderen europäischen Sandlaufkäfern ist ein Haarbüschel am vierten Fühlerglied des Männchens, das so genannte Penicillum. Die Oberlippe ist mit zahlreichen Borsten besetzt, die nicht in einer Reihe angeordnet sind, sondern versetzt stehen.
Die variable Zeichnung der Flügeldecken besteht aus ungewöhnlich vielen, weißgelblichen Flecken unterschiedlichster Form (Makeln), die schmal glänzend blau bis olivgrün gerandet sind. Wie bei vielen Sandlaufkäfern umfasst die Zeichnung auf jeder Flügeldecke eine Makel um die Schulter, deren Form an einen Telefonhörer erinnert (Humeralmakel), eine ähnlich geformte Makel am Ende der Flügeldecke (Apikalmakel) und ein hinter der Mitte verlaufendes Querband. Dieses knickt bei Lophyra flexuosa auf halber Länge fast senkrecht nach hinten ab, nähert sich dann jedoch wieder bogenförmig der Flügeldeckennaht. Der vordere Teil der Apikalmakel ist abgelöst und bildet einen eigenen rundlichen Fleck. Darüber hinaus befinden sich an der Basis der Flügeldecke eine kleinere ovale Makel neben dem Schildchen, eine tropfenförmige Makel hinter dem Schildchen und eine längliche Makel entlang der Flügeldeckennaht etwa in der Mitte der Flügeldecke. Letztere Makel kann auch fehlen, die Makel neben dem Schildchen sind ein Merkmal der Gattung.
Die langen schlanken Beine mit fünfgliedrigen Tarsen ermöglichen ein schnelles Laufen über kurze Strecken.

## Merkmale der Larve
Die Larven ähneln den Larven der Gattung Cicindela mit den nach oben verlagerten Oberkiefern und drei gut ausgebildeten Beinpaaren und Haken auf der Rückenseite des fünften Abdominalsegments, die die rasche Bewegung in den senkrechten Wohnröhren ermöglichen. Im zweiten und dritten Larvenstadien können sie unter anderem durch zahlreiche Borsten auf dem Halsschild, von denen einige abgeplattet und gespalten sind, sowie durch einige bräunlich erscheinende stärker sklerotisierte Bereiche am Hinterleib von anderen Gattungen unterschieden werden. Die drei Larvenstadien unterscheiden sich in der Größe, den Proportionen von Länge und Breite der einzelnen Körperteile, den Proportionen der Körperteile zueinander sowie in der Anzahl der Borsten an den einzelnen Körperteilen. Eine wichtige Orientierung liefert bei allen Arten der Gattung und bei ähnlichen Gattungen die Anzahl der Borsten auf dem ersten Glied der Galea. Im ersten Larvenstadium trägt dieses Basisglied eine Borste, im zweiten Larvenstadium zwei und im letzten Larvenstadium drei Borsten. Bei Messungen an zehn Exemplaren aus Nordafrika betrug im letzten Larvenstadium die Kopfbreite durchschnittlich 2,96 Millimeter, die Breite des Pronotums 2,89 Millimeter. Im zweiten Larvenstadium betrug die Kopfbreite durchschnittlich 1,87 Millimeter, die Breite des Pronotums 1,76 Millimeter. Im ersten Larvenstadium lagen die Werte bei 1,20 Millimeter bei der Kopfbreite und 1,21 Millimeter bei der Breite des Pronotums.
Für die Abgrenzung der Art gegen andere Arten der Gattung Lophyra eignet sich das dritte Larvenstadium am besten. Bei Lophyra flexuosa sind im dritten Larvenstadium die Fühler nicht gelbbraun wie bei Lophyra neclecta, sondern dunkelbraun. Das erste Fühlerglied trägt sechs bis sieben Borsten, das zweite acht bis zehn. Am Unterkiefer sind Kiefertaster, Galea und Stipes etwa gleich lang. Die Borsten des Kopfes sind überwiegend lang und dünn.
Am Pronotum sind bei Lophyra flexuosa im dritten Larvenstadium deutlich weniger Borsten als bei Lophyra brevicollis, bei dem auf jeder Seite des Pronotums etwa siebzig Borsten stehen. Bei Lophyra flexuosa sind es pro Seite dagegen nur 35 bis 45, neben der Mittelnaht acht bis sechzehn und seitlich hinter dem Kopf acht bis neun. Die Borsten sind lang und dünn, auf der Scheibe und vorn am Halsschild sind sie teilweise gegabelt.
Die Rückenplatte (Tergit) des dritten Hinterleibssegments trägt bei Lophyra flexuosa im letzten Larvenstadium 16 bis 22 Borsten und damit deutlich mehr als Lophyridia candida mit 11 bis 13 Borsten. Am fünften Hinterleibssegment sitzen symmetrisch zwei mittlere und zwei innere Haken. Die Chitinplatten am 5. Hinterleibssegment sind groß, aber deutlich voneinander getrennt. Der mittlere Haken mit zwei bis vier Borsten ist 3,5-mal länger als der innere Haken und erreicht die Mitte des vorhergehenden Tergits. Der innere Haken hat einen deutlich abgesetzten, zentralen Dorn, drei bis vier Borstenhaare, die knapp dreimal so lang wie der innere Haken sind sowie auf der Vorderseite bis zu drei dünnen Borsten.
In den vorhergehenden Larvenstadien ist die Anzahl der Borsten beschränkter.

## Biologie
Der tagaktive Käfer ist an Sandstränden, auf Dünen in Küstennähe und an sandigen bis kiesigen Ufern entlang von Flüssen anzutreffen. Er bevorzugt feuchte Böden in der Nähe von Dünen, etwa an Brackwasserseen. Er toleriert salzige Böden, ist jedoch nicht darauf angewiesen.
Es gibt drei Larvenstadien. Die Larve lebt in selbst gegrabenen Röhren, die eine Tiefe von 13 bis 32 cm erreichen. Gewöhnlich reichen die Röhren jedoch weniger als 20 cm tief, wobei der Grundwasserspiegel bei 18 bis 40 cm unter der Oberfläche liegt. Larve und Imago leben räuberisch von kleinen Wirbellosen.

## Verbreitung
Die Art ist an den Küsten des Mittelmeeres weit verbreitet (Nordafrika, Spanien, Südfrankreich Sizilien, Balearen) und kommt auch in der Schweiz vor, im nordöstlichen Mittelmeergebiet fehlt sie jedoch. Isolierte Vorkommen gibt es im Nildelta und in Israel. Außerdem liegen Fundmeldungen von der Atlantikküste vor: Von der Normandie nach Süden über Spanien und Portugal bis zur afrikanischen Atlantikküste von Marokko. Entlang der Flüsse reicht das Verbreitungsgebiet auch ins Landesinnere, selbst ins Bergland. Innerhalb Europas ist die Nominatform nur auf dem Festland vertreten, auf Sizilien findet man die Unterart Lophyra flexuosa circumflexa und auf Sardinien die Unterart Lophyra flexuosa sardea.